# Bonnie Franklin
Bonnie Franklin (* 6. Januar 1944 in Santa Monica, Kalifornien; † 1. März 2013 in Los Angeles) war eine US-amerikanische Filmschauspielerin und Musicaldarstellerin.

## Leben
Bonnie Franklin hatte bereits als Kinderdarstellerin kleine Einsätze in Film und Fernsehen. Sie beendete 1966 ein Englisch-Studium an der University of California, Los Angeles und spielte ab da in Theater und Fernsehen. Für ihre Rolle der „Bonnie“ im Musical Applause wurde sie für einen Tony Award nominiert. Ab 1975 spielte sie die Hauptrolle der Mutter „Ann Romano“ in der Sitcom One Day at a Time, dies brachte ihr Nominierungen für den Emmy und zwei Golden Globe Awards ein. Es folgten eine Reihe von Einsätzen in Fernsehfilmen und TV-Serien-Episoden, zuletzt 2012 in der Seifenoper Schatten der Leidenschaft.
Sie starb 2013 mit 69 Jahren an Bauchspeicheldrüsenkrebs.

## Filmografie (Auswahl)
- 1974: The Law
- 1975–1984: One Day at a Time (Fernsehserie, 209 Folgen)
- 1977: Love Boat (Fernsehserie, eine Folge)
- 1994: Burkes Gesetz (Burke’s Law, Fernsehserie, eine Folge)
- 1996: Zwei Singles im Doppelbett (Almost Perfect, Fernsehserie, 2 Folgen)
- 2011: Hot in Cleveland (Fernsehserie, eine Folge)
- 2012: Schatten der Leidenschaft (The Young and the Restless, Fernsehserie, 11 Folgen)